# 水谷秀雄
水谷 秀雄（みずたに ひでお、1891年（明治24年）12月24日 - 没年不詳）は、日本の内務官僚。関東州官僚。

## 経歴
愛知県出身。1915年（大正4年）、広島高等師範学校英語科を卒業。1921年（大正10年）、高等試験行政科に合格し、翌年に京都帝国大学法学部法律科を卒業した。内務属、山形県置賜郡長、同産業課長、同庶務課長、長野県蚕糸課長、関東庁事務官、内務局地方課長、長官官房調査課長、同文書課長代理、警務局高等警察課長、同文書課長、関東局専売局長・大連民政署長を歴任。1935年（昭和10年）、群馬県書記官・学務部長となり、宮城県学務部長、福岡県学務部長、長野県総務部長を歴任した。
1941年（昭和16年）に退官した後、住宅営団参事・名古屋支所長を務めた。

## 栄典
- 1937年（昭和12年）9月1日 - 正五位[3]